# Basílica de San Saba
La basílica de San Saba es una histórica basílica situada en Roma (Italia). Se encuentra en el llamado Piccolo Aventino, una zona situada cerca de las antiguas murallas aurelianas, junto al Monte Aventino y al Celio. Está dedicada al archimandrita san Sabas. En 1959, se creó el título cardenalicio de San Saba, por lo que San Saba se convirtió en una iglesia titular regida por un cardenal diácono. El actual cardenal diácono de San Saba es Arthur Roche, que sucedió a Jorge Medina Estévez. Ambos eran prefectos del Dicasterio para el Culto Divino y la Disciplina de los Sacramentos en el momento de su nombramiento.

## Historia
Según la leyenda, santa Silvia, madre del papa Gregorio I, tenía una finca en la zona. Después de su muerte, siempre según la leyenda, su finca se transformó en un monasterio afiliado de San Andrés, el monasterio que había fundado Gregorio I en la ubicación de la actual iglesia de San Gregorio al Celio. Esta leyenda, sin embargo, solo puede ser rastreada hasta el siglo xii, cuando, en el contexto de la Renovatio Romae y la reforma de la Iglesia, se quería dotar al monasterio de San Saba de una tradición antigua e importante. Una teoría alternativa sugiere la existencia de una conexión con un hospicio para peregrinos fundado por Gregorio I en terrenos que pertenecían a su familia.
El origen histórico del complejo se remonta a en torno al 645. En ese año, unos monjes fugitivos del monasterio Mar Saba de Palestina, que habían huido de su país natal debido a la invasión musulmana, llegaron a Roma para asistir al Concilio de Letrán. Después del concilio, estos monjes se instalaron en una antigua domus (casa noble) situada en el Piccolo Aventino (la cumbre más pequeña del monte Aventino), que en esa época estaba abandonada debido al fuerte descenso de la población de la ciudad. Allí fundaron un monasterio eremítico, introduciendo el culto de san Sabas en Roma. En algunas fuentes antiguas, su monasterio recibe el nombre de cellas novas o cellaenovae, en referencia a las cellae (celdas) de su abadía madre, Mar Saba.

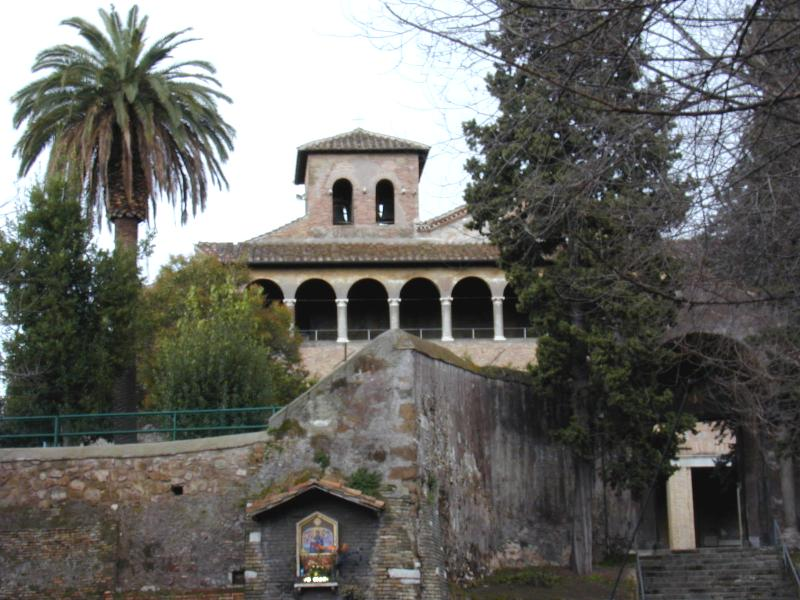
La basílica de San Saba vista desde fuera del muro exterior.

El monasterio sabaíta prosperó rápidamente y su esplendor perduró durante mucho tiempo. En los siglos viii y ix, San Saba era uno de los más prestigiosos de Roma y estaba entre los principales monasterios «griegos». También recibía cuantiosas donaciones del papado. Desde 680, sus abades desempeñaron importantes funciones diplomáticas en las relaciones entre Roma y Constantinopla, y representaron a la Iglesia católica y al papa en varios concilios ecuménicos celebrados en Constantinopla. Así, la iglesia y el monasterio recibieron una rica dotación de mobiliario, una profusa decoración con bellos frescos (muchos actualmente desprendidos a efectos de su conservación) y, posteriormente, verdaderas posesiones como el castillo de Marino (1253) o el castillo de Palo en Ladispoli (1330). En 768, el antipapa Constantino II fue encerrado como prisionero en este monasterio, antes de ser asesinado por los lombardos.
Los monjes benedictinos de Montecassino recibieron la iglesia después de que esta fuera reconstruida en el siglo x. Anselmo, el sobrino de san Anselmo de Canterbury, fue uno de sus abades antes de que partiera para Inglaterra como legado apostólico. Tras un largo periodo de decadencia, la basílica fue renovada completamente en el siglo xiii, después de que hubiera sido cedida a los monjes cluniacenses en 1144.

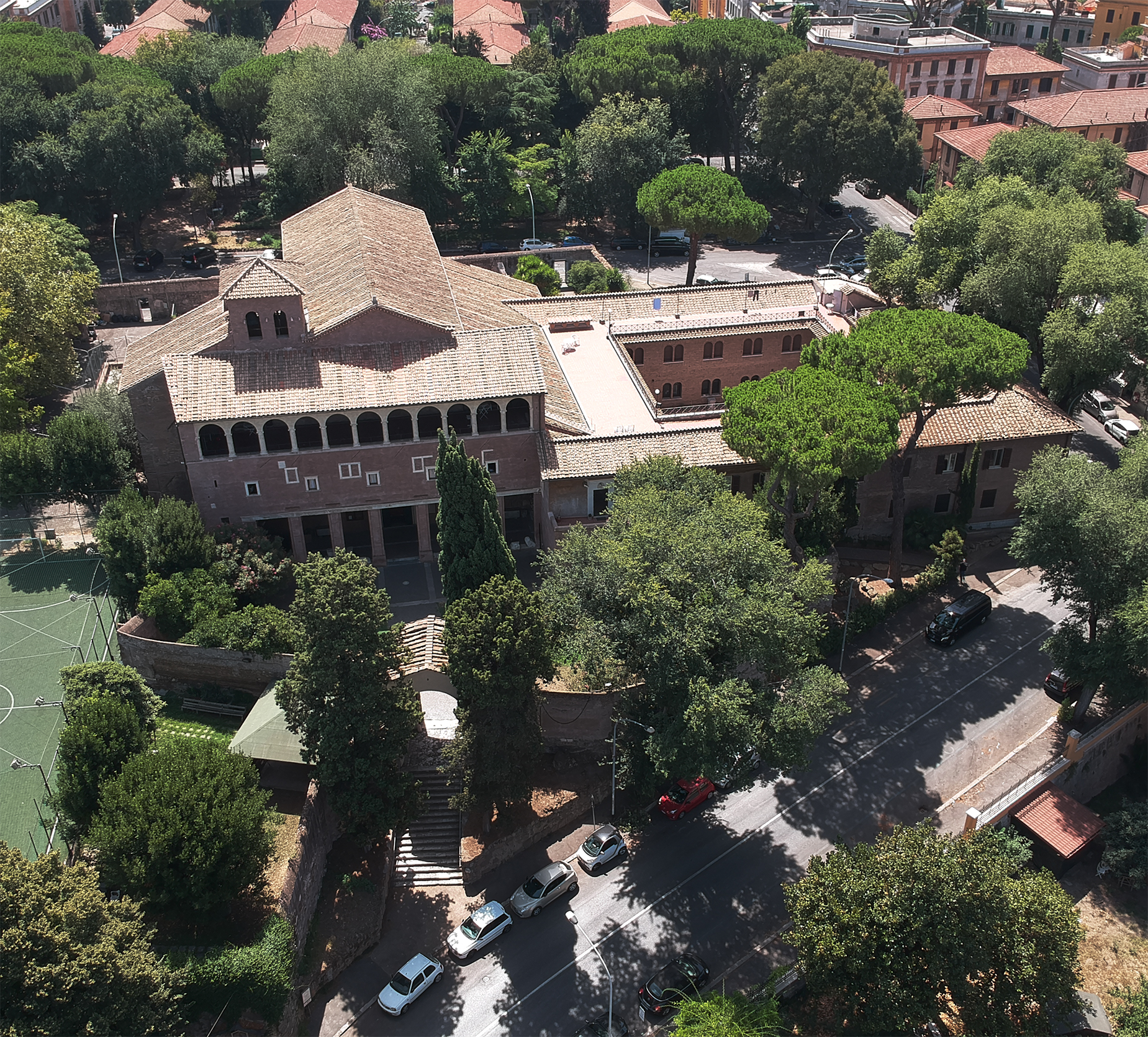
Imagen aérea de la basílica de San Saba.

En 1463, el papa Pío II concedió a su sobrino, el cardenal Francesco Todeschini, el monasterio de San Saba in commendam. El cardenal, que adoptó el apellido de su tío, Piccolomini, emprendió inmediatamente unas ambiciosas obras de restauración, reconstrucción y decoración en los edificios antiguos. Añadió la logia a la fachada y un fresco que representa la Anunciación. En 1503, la iglesia fue confiada a los monjes cistercienses, y en 1573 pasó a manos de los jesuitas (y su seminario alemán Collegium Germanicum et Hungaricum).
La arquitectura medieval de la iglesia fue restaurada, al menos en parte, durante las intervenciones de 1900-1901 y de 1943, aunque la fachada original sigue estando tapada por una construcción sin armonía con un pórtico del siglo xviii, cuyos pilares han sustituido a las columnas originales, una planta superior con ventanas rectangulares en lugar de las bíforas y monóforas originales, y una logia del siglo xv.
Como muestran las fotos de la época, todavía a principios del siglo xx la iglesia y el monasterio de San Saba estaban en el campo. El primer plano regulador de Roma (de 1909), entre otras cosas, provocó la creación en 1921 los nuevos rioni populares de San Saba y Testaccio, los dos últimos en el interior de las murallas, desgajados del territorio de Ripa. La iglesia fue elevada a la dignidad de parroquia el 5 de diciembre de 1931 con la bula Incolarum numero del papa Pío XI.

## Descripción

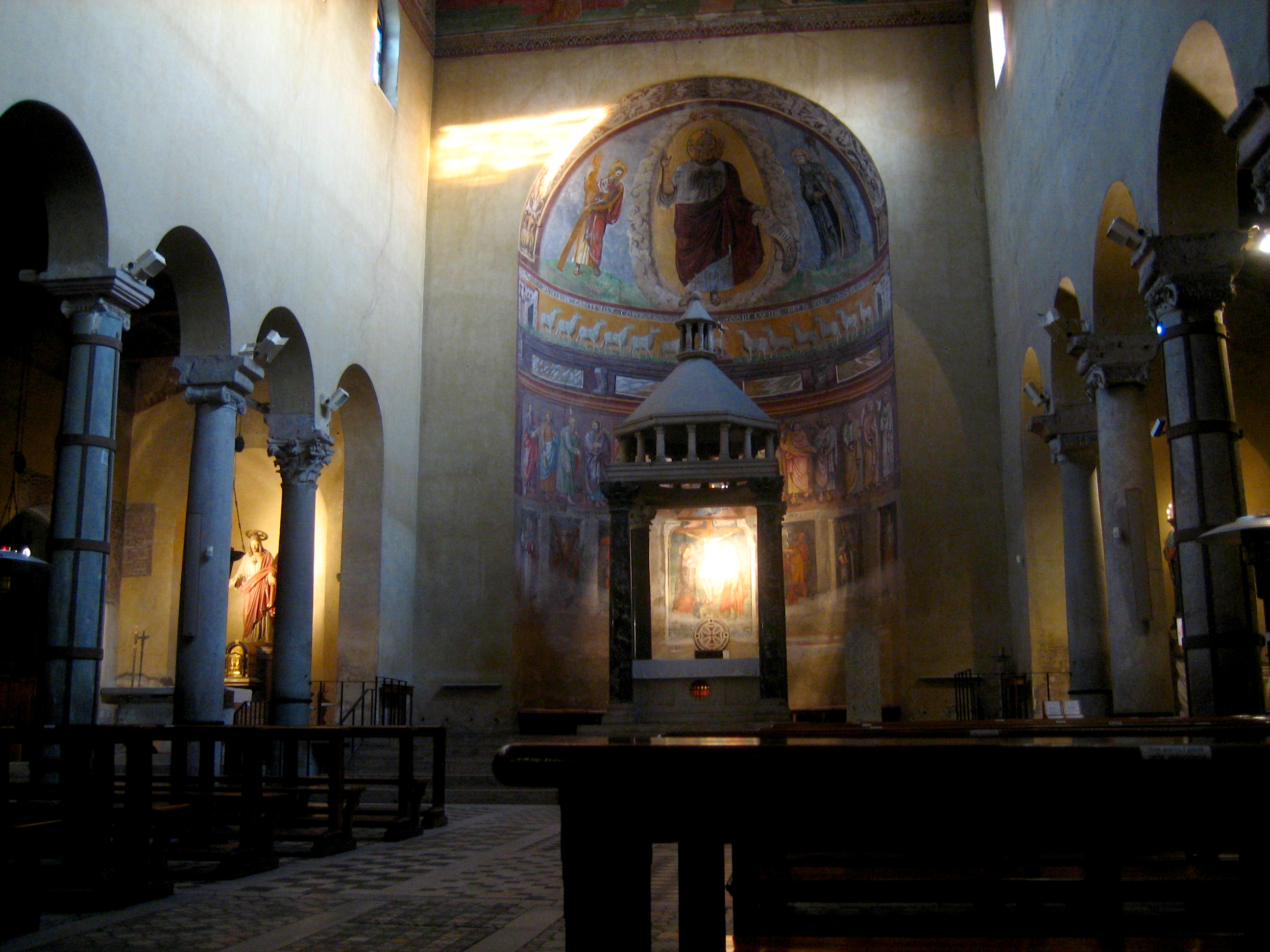
Interior de la basílica.

La iglesia, precedida por un pequeño porche del siglo xiii, tiene una nave con dos pasillos, que terminan en tres ábsides. El interior se caracteriza por numerosas intervenciones que datan de diferentes épocas. Las columnas proceden de edificios antiguos, y el suelo es un ejemplo de arte cosmatesco en mármol de principios del siglo xiii.
Las principales obras de arte son los frescos. En el lado izquierdo de la iglesia están pintadas escenas de la vida de Cristo; en el derecho, escenas de la vida de María, que constituyen el primer ejemplo de este tema mariano en una iglesia de Europa Occidental. Las pinturas murales datan de la primera mitad del siglo viii. En ellas se ha detectado azul egipcio y lapislázuli mezclados en la misma capa pictórica. Estas son las pinturas occidentales más antiguas en las que se usó lapislázuli como pigmento azul. La cripta, construida en la casa de santa Silvia, conserva las reliquias de san Sabas. La sacristía alberga un fragmento de fresco de la iglesia original del siglo viii.

## Cardenales diáconos

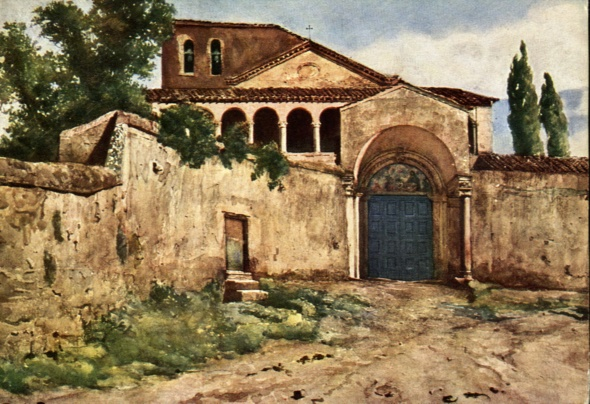
San Saba, cuadro de Franz Roesler, ca. 1880.

En 1959, se creó el título cardenalicio de San Saba, por lo que San Saba se convirtió en una iglesia titular regida por un cardenal diácono. Desde entonces, estos han sido los cardenales diáconos de San Saba:
- Augustin Bea (1959–1968)[9]
- Jean Daniélou (1969–1974)[10]
- Joseph Schröffer (1976–1983)
- Jean Jérôme Hamer (1985–1996)
- Jorge Medina Estévez (1998–2021)
- Arthur Roche (2022–actualidad)[11][12]